# Ulla Ihnen

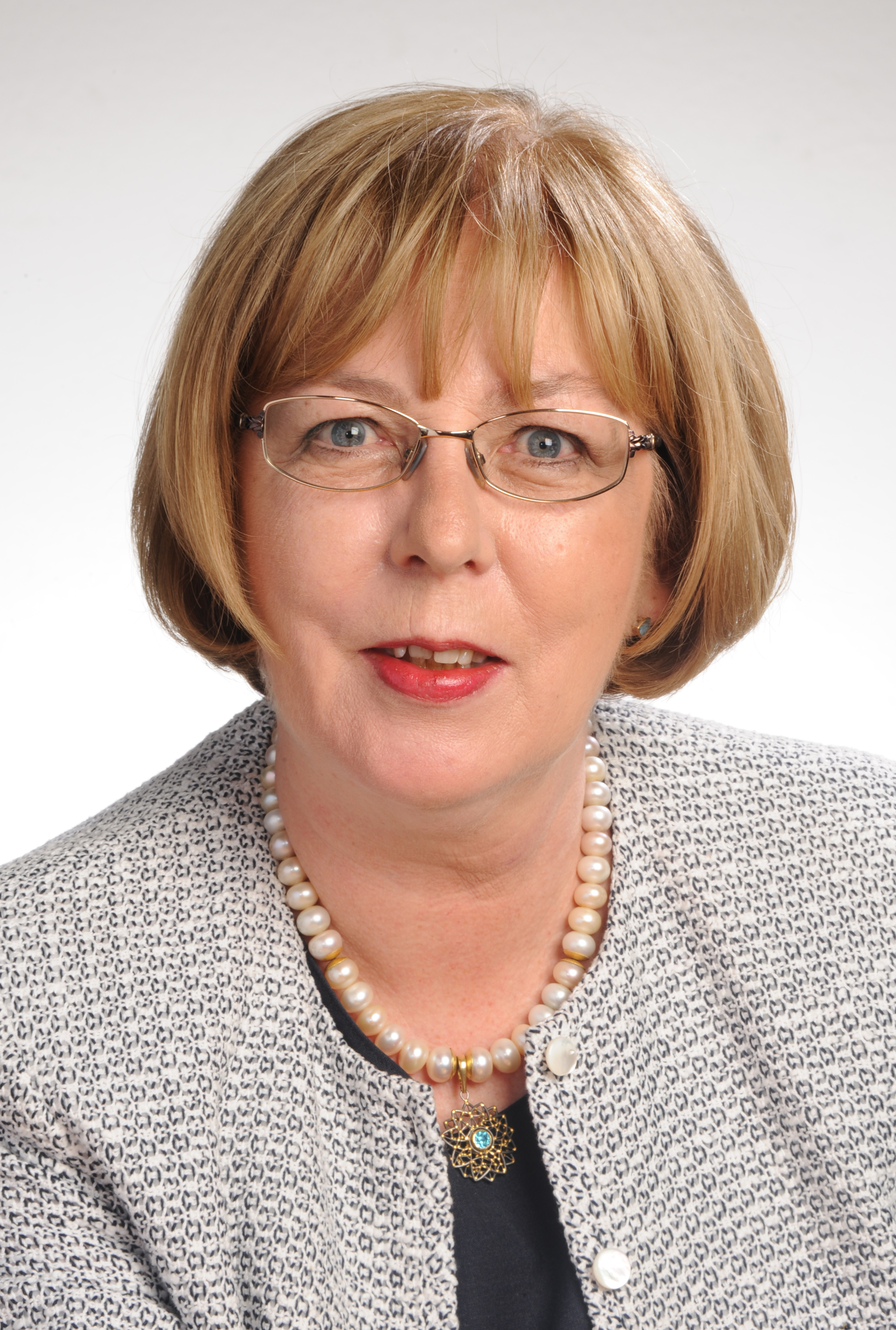
Ulla Ihnen, 2017

Ulla Ihnen (* 6. Januar 1956 in Wittmund, Ostfriesland) ist eine deutsche Politikerin (FDP), Staatssekretärin a. D., Verwaltungsjuristin, ehemalige Ministerialbeamtin und war Erste Kreisrätin.
Sie wurde bei der Wahl zum 19. Deutschen Bundestag am 24. September 2017 über die niedersächsische Landesliste der FDP in den Bundestag gewählt. Sie war während dieser Legislatur ordentliches Mitglied im Haushaltsausschuss und Obfrau im Rechnungsprüfungsausschuss sowie stellvertretendes Mitglied im Ausschuss für Recht und Verbraucherschutz und im Wahlausschuss. Außerdem war sie Schriftführerin im Deutschen Bundestag und stellvertretende Vorsitzende der deutsch-irischen Parlamentariergruppe. Zur Bundestagswahl 2021 trat sie nicht erneut an. Sie kandidierte bei den Kommunalwahlen in Niedersachsen 2021 und ist seit dem 1. November 2021 Ratsmitglied der Landeshauptstadt Hannover, außerdem stellvertretende Vorsitzende der FDP Ratsfraktion. Im Juli 2022 wurde sie von Bundespräsident Frank-Walter Steinmeier als Mitglied in den Nationalen Normenkontrollrat (NKR) berufen.

## Leben
Aufgewachsen in Wittmund studierte Ihnen nach dem Abitur am Mariengymnasium Jever ab 1974 Rechtswissenschaften an der Georg-August-Universität Göttingen und absolvierte nach dem ersten Staatsexamen das Referendariat im OLG Bezirk Oldenburg. Nach dem zweiten Staatsexamen war sie in den Jahren von 1983 bis 1985 in Wittmund als Rechtsanwältin und Notarvertreterin tätig. Im Herbst 1985 nahm sie eine Tätigkeit bei der Deutschen Bundesbank als stellvertretende Leiterin der Rechtsabteilung der Landeszentralbank in Niedersachsen auf und war mit Sonderaufgaben für die damalige Landeszentralbankpräsidentin Julia Dingwort-Nusseck beauftragt. Im Jahr 1988 wechselte Ihnen in das Niedersächsische Ministerium für Bundes- und Europaangelegenheiten als Persönliche Referentin und Ministerbüroleiterin des damaligen Landesvorsitzenden der FDP Niedersachsen und Ministers Heinrich Jürgens (FDP). Ende 1989 wechselte sie beruflich nach Brüssel als Nationale Expertin bei der EU-Kommission mit Tätigkeit u. a. in der damaligen Generaldirektion „Binnenmarkt, Gewerbliche Wirtschaft und Industrie“. Ab Ende 1991 wurde sie mit dem Aufbau und der Leitung des Büros des Landes Mecklenburg-Vorpommern bei der Europäischen Union in Brüssel beauftragt.
Im Jahr 1997 kehrte Ihnen als kommunale Wahlbeamtin zurück nach Niedersachsen. Der Kreistag des Landkreises Uelzen hatte sie im Herbst 1996 mit Wirkung von April 1997 für zwölf Jahre zur Ersten Kreisrätin und allgemeinen Vertreterin des Oberkreisdirektors (und späteren Landrats) im Landkreis Uelzen gewählt. Im Jahr 2005 wurde sie Referatsleiterin für Bundes- und Europaangelegenheiten sowie Ministerkonferenzen im Niedersächsischen Ministerium für Umwelt und Klimaschutz in Hannover. Im Jahr 2007 erfolgte ihre Ernennung zur Abteilungsleiterin und Ministerialdirigentin. Bis zum Jahr 2012 war sie dabei u. a. zuständig für Personal, Finanzen, Kabinetts- und Landtagsangelegenheiten, Klimaschutz und Energie, außerdem ständige Vertreterin des Staatssekretärs, Beauftragte der Landesregierung im 21. Parlamentarischen Untersuchungsausschuss „Asse“ und leitete gemeinsam mit Uwe Schneidewind als stellvertretende Vorsitzende die Niedersächsische Regierungskommission Klimaschutz. Im Januar 2012 wurde sie von Minister Stefan Birkner (FDP) zur Staatssekretärin im Niedersächsischen Ministerium für Umwelt, Klimaschutz und Energie ernannt. Mit dem Regierungswechsel im Februar 2013 wurde sie in den einstweiligen Ruhestand versetzt.
Ihnen ist seit 2010 verwitwet.

## Abgeordnete
Ihnen war im 19. Deutschen Bundestag ordentliches Mitglied im Haushaltsausschuss und Obfrau der FDP-Fraktion im Rechnungsprüfungsausschuss. Sie war Schriftführerin des Deutschen Bundestages, außerdem stellvertretendes Mitglied im Wahlausschuss sowie im Ausschuss für Recht und Verbraucherschutz. Zur Bundestagswahl 2021 trat sie nicht erneut an.

## Politik, Mitgliedschaften und Ehrenämter

### Freie Demokratische Partei (FDP)
- seit 1977 Mitglied der FDP
- seit November 2021 Mitglied im Rat der Landeshauptstadt Hannover und stellvertretende Vorsitzende der FDP Ratsfraktion[7], Sprecherin der Fraktion für Haushalt und Finanzen, öffentliche Ordnung, Feuerwehr, Personal und Organisation, Umwelt und Gleichstellung
- Mitglied im Landesvorstand der FDP Niedersachsen[8]
- stellvertretende Vorsitzende des FDP-Kreisverbandes Region Hannover[9]
- Mitglied im Vorstand des FDP Stadtverbandes Hannover[10]
- Vorsitzende der Liberalen Frauen Niedersachsen und zeitweise Mitglied im Bundesvorstand der Liberale Frauen
- Delegierte der Liberalen Frauen im Landesfrauenrat Niedersachsen
- Mitglied der VLK (Vereinigung liberaler Kommunalpolitiker), zeitweise auch im Vorstand der VLK und Leiterin des Arbeitskreises der liberalen Wahlbeamten
- Mitglied in der Vereinigung der liberalen Juristen Niedersachsen
- Mitglied der Liberalen Senioren Niedersachsen
- Mitglied des Vorstands der Auslandsgruppe Europa der FDP in Brüssel von 1989 bis 1993

### Sonstige Mitgliedschaften und Ehrenämter
- seit Juli 2022 Mitglied des Nationalen Normenkontrollrats (NKR)
- seit 2017 Mitglied des NDR-Rundfunkrates und des Landesrundfunkrates Niedersachsen[11]
- 2018–2021 Mitglied im Kuratorium der Stiftung Fonds zur Finanzierung der kerntechnischen Entsorgung
- Mitglied im Kuratorium der Rudolf-von-Bennigsen-Stiftung
- Mitglied von Soroptimist International, Club Uelzen[12]
- 2014–2022 Mitglied im Kuratorium der Deutschen Gesellschaft für Internationale Zusammenarbeit (GIZ)[13]
- Vorsitzende des Stiftungsvorstands der Johann und Helene Ihnen Stiftung
- 1984–1992 ehrenamtlich Justitiarin und Mitglied im Vorstand des Friesischen Klootschießerverbandes mit damals etwa 45.000 Mitgliedern
- Gründungsmitglied der Gesellschaft für Deutsch-Chinesische Freundschaft Hannover und Umgebung e.V.[14], Juni 1986 bis Ende 1989 Schatzmeisterin

## Ehrungen
Ihnen wurde 1992 für Verdienste um das Klootschießen und Boßeln mit einer Ehrennadel des Friesischen Klootschießerverbandes geehrt. 2024 wurde sie für Ihr Engagement mit dem Bundesverdienstkreuz ausgezeichnet.